# 嵐県
嵐県（らん-けん）は中華人民共和国山西省呂梁市に位置する県。

## 歴史
南北朝時代、北魏により嵐州の下に設置された岢嵐県を前身とする。隋代になると583年（開皇3年）に岢嵐県は三堆城（現在の静楽県）に移転、県域には612年（大業8年）に嵐城県が設置されている。
唐代になると621年（武徳3年）に宜芳県と改称され、嵐州の州治とされた。元代になると宜芳県は廃止され、県域は嵐州直轄とされた。1369年（洪武2年）、明代になると嵐州は嵐県に改編され現在に至る。

## 行政区画
- 鎮:東村鎮、嵐城鎮、普明鎮、界河口鎮
- 郷:上明郷、王獅郷、梁家荘郷、順会郷、社科郷